# Râul Valea Șuiorului
Râul Valea Șuiorului River este un curs de apă, în județul Maramureș, afluent al râului Cavnic.